# Ludmiła Karaczkina
| Odkryte planetoidy: 130 | Odkryte planetoidy: 130 |
| ----------------------- | ----------------------- |
| (2892) Filipenko        | 13 stycznia 1983        |
| (3063) Makhaon          | 4 sierpnia 1983         |
| (3067) Akhmatova        | 14 października 1982    |
| (3068) Khanina          | 23 grudnia 1982         |
| (3215) Lapko            | 23 stycznia 1980        |
| (3286) Anatoliya        | 23 stycznia 1980        |
| (3345) Tarkovskij       | 23 grudnia 1982         |
| (3437) Kapitsa          | 20 października 1982    |
| (3453) Dostoevsky       | 27 września 1981        |
| (3469) Bulgakov         | 21 października 1982    |
| (3508) Pasternak        | 21 lutego 1980          |
| (3511) Tsvetaeva        | 14 października 1982    |
| (3516) Rusheva          | 21 października 1982    |
| (3620) Platonov         | 7 września 1981         |
| (3623) Chaplin          | 4 października 1981     |
| (3624) Mironov          | 14 października 1982    |
| (3668) Ilfpetrov        | 21 października 1982    |
| (3669) Vertinskij       | 21 października 1982    |
| (3675) Kemstach         | 23 grudnia 1982         |
| (3750) Ilizarov         | 14 października 1982    |
| (3772) Piaf             | 21 października 1982    |
| (3946) Shor             | 5 marca 1983            |
| (3982) Kastel’          | 2 maja 1984             |
| (4017) Disneya          | 21 lutego 1980          |
| (4071) Rostovdon        | 7 września 1981         |
| (4075) Sviridov         | 14 października 1982    |
| (4080) Galinskij        | 4 sierpnia 1983         |
| (4258) Ryazanov         | 1 września 1987         |
| (4475) Voitkevich       | 20 października 1982    |
| (4483) Petöfi           | 9 września 1986         |
| (4556) Gumilyov         | 27 sierpnia 1987        |
| (4625) Shchedrin        | 20 października 1982    |
| (4626) Plisetskaya      | 23 grudnia 1984         |
| (4741) Leskov           | 10 listopada 1985       |
| (4785) Petrov           | 17 grudnia 1984         |
| (4861) Nemirovskij      | 27 sierpnia 1987        |
| (4928) Vermeer          | 21 października 1982    |
| (4940) Polenov          | 18 sierpnia 1986        |
| (4996) Veisberg         | 11 sierpnia 1986        |
| (4997) Ksana            | 6 października 1986     |
| (5021) Krylania         | 13 listopada 1982       |
| (5093) Svirelia         | 14 października 1982    |
| (5094) Seryozha         | 20 października 1982    |
| (5199) Dortmund         | 7 września 1981         |
| (5234) Sechenov         | 4 listopada 1989        |
| (5247) Krylov           | 20 października 1982    |
| (5316) Filatov          | 21 października 1982    |
| (5324) Lyapunov         | 22 września 1987        |
| (5421) Ulanova          | 14 października 1982    |
| (5422) Hodgkin          | 23 grudnia 1982         |
| (5465) Chumakov         | 9 września 1986         |
| (5615) Iskander         | 4 sierpnia 1983         |
| (5666) Rabelais         | 14 października 1982    |
| (5676) Voltaire         | 9 września 1986         |
| (5717) Damir            | 20 października 1982    |
| (5759) Zoshchenko       | 22 stycznia 1980        |
| (5808) Babel'           | 27 sierpnia 1987        |
| (5896) Narrenschiff     | 12 listopada 1982       |
| (5902) Talima           | 27 sierpnia 1987        |
| (5941) Valencia         | 20 października 1982    |
| (5944) Utesov           | 2 maja 1984             |
| (6032) Nobel            | 4 sierpnia 1983         |
| (6172) Prokofeana       | 14 października 1982    |
| (6592) Goya             | 3 października 1986     |
| (6763) Kochiny          | 7 września 1981         |
| (6766) Kharms           | 20 października 1982    |
| (6767) Shirvindt        | 6 stycznia 1983         |
| (6821) Ranevskaya       | 29 września 1986        |
| (7109) Heine            | 1 września 1983         |
| (7113) Ostapbender      | 29 września 1986        |
| (7223) Dolgorukij       | 14 października 1982    |
| (7558) Yurlov           | 14 października 1982    |
| (7581) Yudovich         | 14 listopada 1990       |
| (7632) Stanislav        | 20 października 1982    |
| (7633) Volodymyr        | 21 października 1982    |
| (7741) Fedoseev         | 1 września 1983         |
| (7995) Khvorostovsky    | 4 sierpnia 1983         |
| (7996) Vedernikov       | 1 września 1983         |
| (8142) Zolotov          | 20 października 1982    |
| (8332) Ivantsvetaev     | 14 października 1982    |
| (8811) Waltherschmadel  | 20 października 1982    |
| (8812) Kravtsov         | 20 października 1982    |
| (8816) Gamow            | 17 grudnia 1984         |
| (8822) Shuryanka        | 1 września 1987         |
| (9005) Sidorova         | 20 października 1982    |
| (9006) Voytkevych       | 21 października 1982    |
| (9532) Abramenko        | 7 września 1981         |
| (9539) Prishvin         | 21 października 1982    |
| (9540) Mikhalkov        | 21 października 1982    |
| (9737) Dudarova         | 29 września 1986        |
| (9834) Kirsanov         | 14 października 1982    |
| (9927) Tyutchev         | 3 października 1981     |
| (10012) Tmutarakania    | 3 września 1978         |
| (10031) Vladarnolda     | 7 września 1981         |
| (10049) Vorovich        | 3 października 1986     |
| (10090) Sikorsky        | 13 października 1990    |
| (10287) Smale           | 21 października 1982    |
| (10324) Vladimirov      | 14 listopada 1990       |
| (10712) Malashchuk      | 20 października 1982    |
| (10713) Limorenko       | 22 października 1982    |
| (10721) Tuterov         | 17 sierpnia 1986        |
| (11269) Knyr            | 26 sierpnia 1987        |
| (11796) Nirenberg       | 21 lutego 1980          |
| (12214) Miroshnikov     | 7 września 1981         |
| (12220) Semenchur       | 20 października 1982    |
| (12235) Imranakperov    | 9 września 1986         |
| (12686) Bezuglyj        | 3 października 1986     |
| (13488) Savanov         | 14 października 1982    |
| (13489) Dmitrienko      | 20 października 1982    |
| (13492) Vitalijzakharov | 27 grudnia 1984         |
| (14814) Gurij           | 7 września 1981         |
| (14818) Mindeli         | 21 października 1982    |
| (14829) Povalyaeva      | 3 października 1986     |
| (15691) Maslov          | 14 października 1982    |
| (18334) Drozdov         | 2 września 1987         |
| (19119) Dimpna          | 27 września 1981        |
| (19120) Doronina        | 6 sierpnia 1983         |
| (19127) Olegefremov     | 26 sierpnia 1987        |
| (19952) Ashkinazi       | 20 października 1982    |
| (19994) Tresini         | 13 października 1990    |
| (24639) Mukhametdinov   | 20 października 1982    |
| (24641) Enver           | 1 września 1983         |
| (26087) Zhuravleva      | 21 października 1982    |
| (29122) Vasadze         | 24 grudnia 1982         |
| (29125) Kyivphysfak     | 17 grudnia 1984         |
| (32770) Starchik        | 23 grudnia 1984         |
| (42478) Inozemtseva     | 7 września 1981         |
| (43752) Maryosipova     | 20 października 1982    |
| (65658) Gurnikovskaya   | 20 października 1982    |
| (69261) Philaret        | 23 grudnia 1982         |
| 1. 2. 3.                |                         |

Ludmiła Georgijewna Karaczkina (ros. Людмила Георгиевна Карачкина, ukr. Людмила Георгіївна Карачкіна, ur. w 1948 r.) – rosyjska (lub ukraińska) astronom, pracuje w Instytucie Astronomii Teoretycznej i w Krymskim Obserwatorium Astrofizycznym. W latach 1978–1990 odkryła 130 planetoid (121 samodzielnie oraz 9 wspólnie z innymi astronomami). Do jej odkryć należą m.in. (5324) Lyapunov w Grupie Amora i (3063) Makhaon wśród Trojańczyków. Współpracowała z Ludmiłą Żurawlową.
Ma dwie córki – Maszę i Renatę.
W uznaniu jej pracy jedną z planetoid nazwano (8019) Karachkina.